# 任福黎
任福黎（1872年—1946年9月5日）字寿国，晚号退思，湖南长沙人。中华民国政治人物。

## 生平
1894年，任福黎入刘坤一幕府。1903年，任福黎到广西任右江水师统领。1904年，任福黎离职赴日本宏文学院学习。归国后，任福黎任广西柳州巡防营统领，后来任热河军务厅厅长。1914年任湖南内务司长。不久，任福黎到北京任政治会议议员。1917年后，任福黎随熊希龄兴办教育、赈济灾荒。
1946年9月5日，任福黎病逝。